# Mouzeuil-Saint-Martin

Mouzeuil-Saint-Martin este o comună în departamentul Vendée, Franța. În 2009 avea o populație de 1,138 de locuitori.